# Ratusz w Międzyrzeczu
Ratusz w Międzyrzeczu – klasycystyczny budynek wzniesiony w latach 1743-1752 w miejscu poprzedniej siedziby władz miasta. W roku 1831 ratusz został przebudowany, a w 1924 dokonano renowacji. Obecnie budowla jest siedzibą władz miejskich Międzyrzecza.

## Historia
Pierwszy ratusz w Międzyrzeczu został wzniesiony w 1581 roku na podstawie przywileju Stefana Batorego. Budynek ten spłonął w roku 1666 i w roku 1670 zbudowano nową siedzibę władz miasta. Budowla ta została zniszczona w pożarze w roku 1731. Obecny ratusz został wzniesiony w latach 1743-1752 pod kierunkiem Jacoba Kinzla i Jacoba Roestla. W roku 1831 przebudowano wieżę, która wcześniej została zniszczona w pożarze i nadano budowli obecna klasycystyczną formę. W 1924 roku przeprowadzono gruntowny remont budynku, następna renowacja budynku miała miejsce w latach 90. XX wieku. W roku 1994 w zwieńczeniu wieży odnaleziono umieszczoną tam na początku XX wieku puszkę z pieczęciami, dokumentami i zdjęciami dotyczącymi historii miasta.

Decyzjami wojewódzkiego konserwatora zabytków z dnia 6 kwietnia 1961 oraz z 25 października 1976 roku ratusz został wpisany do rejestru zabytków.

## Architektura
Ratusz w Międzyrzeczu jest klasycystyczną budowlą o dwóch kondygnacjach, wzniesioną na planie prostokąta i nakrytą dachem naczółkowym. Na południowej elewacji wyróżnia się okazała facjata z trzema półkolistymi oknami i oculusem. Wszystkie elewacje są podzielone pilastrami, a pomiędzy kondygnacjami przebiega płaski gzyms. Pośrodku dachu widnieje czworoboczna wieża z tarczami zegarowymi, nakryta strzelistym neogotyckim hełmem z wysokim prześwitem. W niektórych salach zachowały się oryginalne sklepienia krzyżowe i kolebkowe, oraz kolebkowe z lunetami.

Codziennie w południe z wieży ratusza odtwarzany jest hejnał miejski. Obecnie budynek jest siedzibą władz miejskich Międzyrzecza.